# En sælfangst i Nordgrønland
En sælfangst i Nordgrønland er en dansk dokumentarfilm fra 1955, der er instrueret af Bjarne Henning-Jensen.

## Handling
Fangeren Pida er en af de få grønlændere, der endnu i 1955 fanger sæl fra kajak og med harpun, den gamle fangstmåde, der nu i motorbådens og skydevåbnets tid er ved at forsvinde.